# Pingus
Pingus és un videojoc en 2D inspirat en el videojoc Lemmings i creat per Ingo Ruhnke, també creador del SuperTux. Presenta pingüins en lloc de lèmmings. Ha rebut bones crítiques de CNN.com, about.com, Unix Review, i altres webs. La llicència d'aquest videojoc és la GPL.
L'objectiu de Pingus és conduir un grup de pingüins petits en un temps determinat d'un punt inicial del nivell a la sortida. En el procés, cal dirigir molts pingüins per davant en obstacles, abismes i trampes perquè un nombre fixat arribi a la sortida. Per això, el jugador disposa de cert nombre de capacitats, vegeu les ordres disponibles per a més informació.

## Història

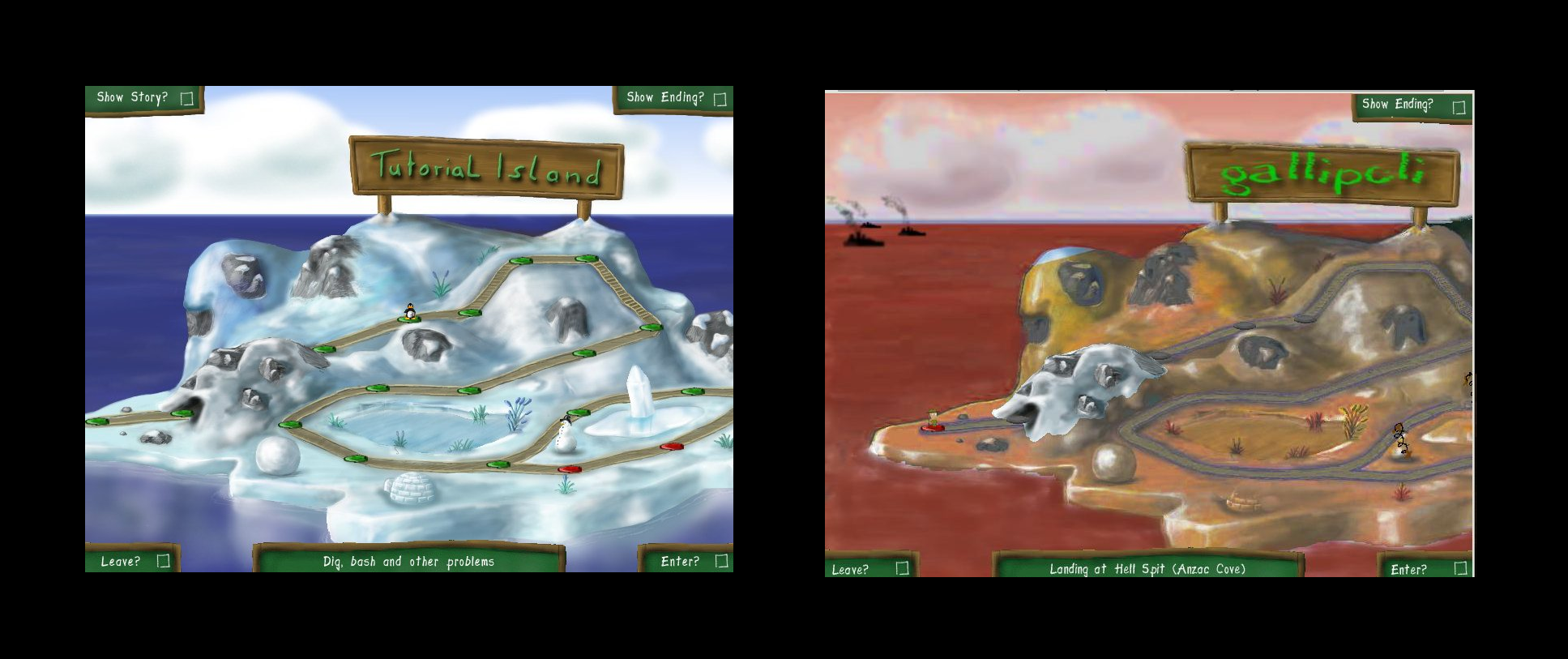
Una comparació on es poden veure les similtuds entre el Pingus i Gallipoli: The Game.

La feina al joc començà el 4 de novembre de 1998, quan es va anunciar que es volia fer un clon del Lemmings. El joc es va començar a programar el 7 de novembre d'aquell mateix any. Al febrer del 1999, s'anunciava la versió 0.0.5, que tenia certes millores en la velocitat (~15fps). Al mateix 1999, va ser el primer Game of the Month per The Linux Game Tome, que després va elegir altres videojocs com SuperTux, Super TuxKart o Lincity. L'any 2000 s'anunciava la creació d'un canal IRC anomenat #pingus a irc.openprojects.net. A la versió 0.6 s'incloïa un editor de nivells.
La versió actual és la 0.7.2, del maig del 2007.

### Versions
El 2005 va aparèixer «Gallipoli: the game». Es basa sobre el codi inicial del Pingus i representa «La reconstrucció esplèndida del soldat més gran de l'aventura d'Austràlia». El dibuix del joc (els soldats australians reemplaçaven els pingüins) es modificava, i l'objectiu del procés de joc es canviava: en comptes que sigui necessari d'estalviar els pingüins es destrueix la quantitat dels soldats d'una màxima manera possible.

#### Cronologia
| Versió | Data                   | Característiques                                                                                           |
| ------ | ---------------------- | --- |
| 0.0.5  | 20 de febrer de 1999   | Millores en la velocitat. (~15fps)                                                                         |
| 0.0.6  | 7 de març de 1999      | Ajustos en la compilació.                                                                                  |
| 0.0.10 | 1 d'abril de 1999      | Millorades les sortides, entrades i trampes perquè es puguin veure des dels fitxers.                       |
| 0.1.0  | 22 de juny de 1999     | |
| 0.2.0  | 11 de setembre de 1999 | |
| 0.3.0  | 24 de desembre de 1999 | |
| Música | 29 de desembre de 1999 | Nova música.                                                                                               |
| 0.4.0  | 16 de juliol de 2000   | Nivells completament jugables.                                                                             |
| IRC    | 13 de setembre de 2000 | S'estrena un canal IRC anomenat #pingus.                                                                   |
| 0.6.0  | 16 d'abril de 2003     | Nova illa amb 22 nivells jugables.                                                                         |
| 0.7.0  | 25 d'agost de 2007     | - SDL - Millor resulució - Traduccions a diverses llengües - Editor de nivells                             |

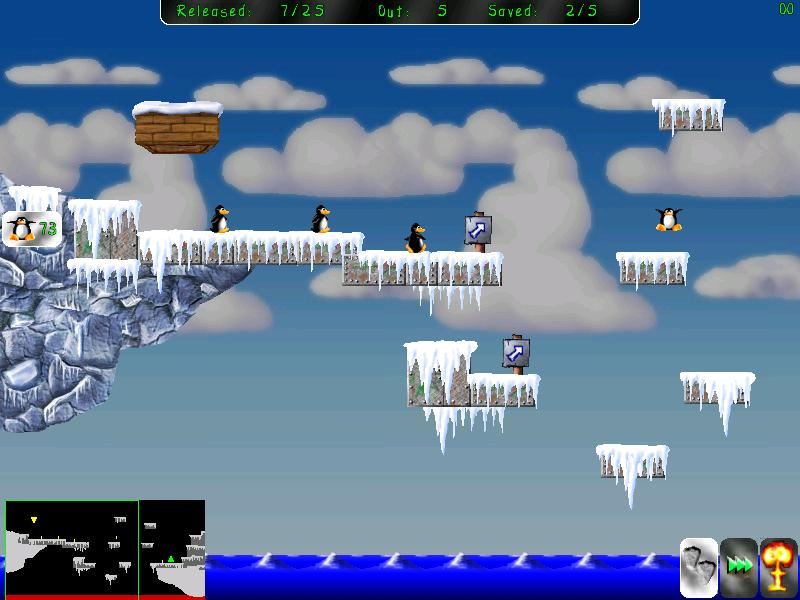
Versió 0.6 de Pingus.

| 0.7.2  | 31 d'octubre de 2007   | - Vuit nous nivells a la categoria "Halloween" - Minimapa a l'editor - Correcció de diversos errors (bugs) |

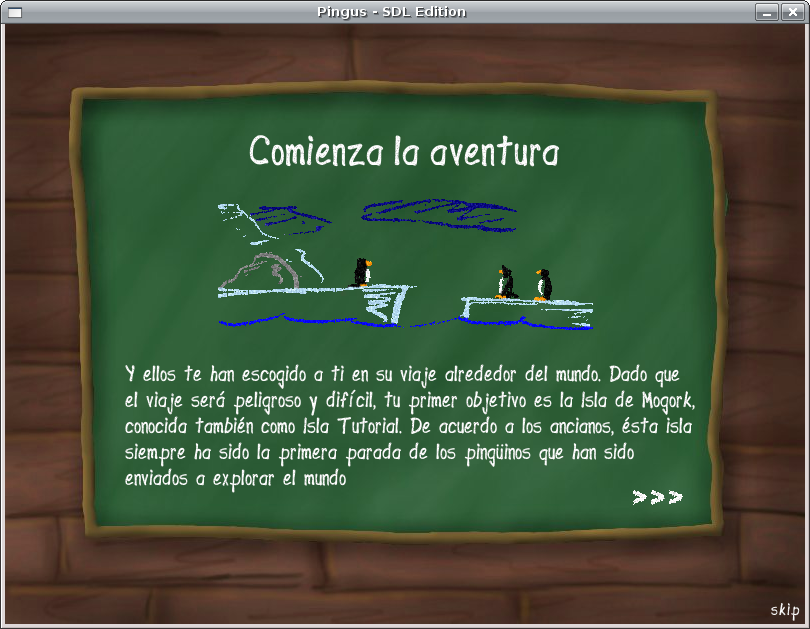
L'argument del joc.

## Argument
| « | Fa molt temps, els pingüins havien viscut feliços i en pau al pol Sud juntament amb altres animals. Tot estava correcte i semblava que res no faria parar la pau, que semblava que mai acabaria. Però un dia les coses van començar a canviar lentament: el cel es va enfosquir i la Terra es va escalfar. Primer pensaven que era una cosa normal, però les coses van anar de pitjor a pitjor cada any... La neu es va desfer i el menjar va començar a escassejar. Alguns animals van deixar la zona per emigrar a una altra zona, però els pingüins sabien que això no els ajudaria: havien de fer quelcom. Llavors el consell d'ancians es va reunir per pensar què fer. Van decidir enviar una expedició al món per trobar la causa d'aquestes inclemències. L'expedició estava formada pels pingüins més valents del pol Sud. | » |

## Nivells

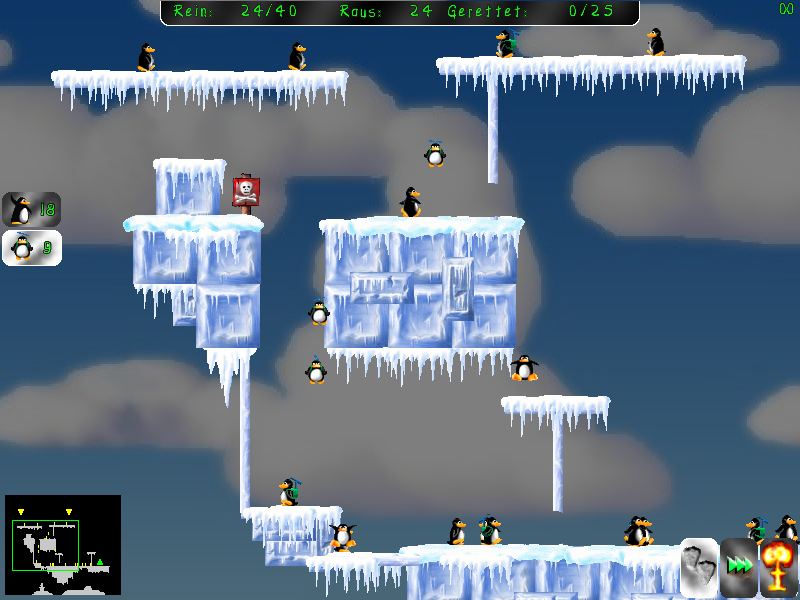
Un altre nivell.

Dels 108 nivells, molts d'ells tenen un avís de "no jugable", perquè encara està en construcció, però a la gran majoria s'hi pot jugar. Pingus té 22 nivells de tutorial accessibles des de la Interfície gràfica d'usuari (GUI). Per jugar certs nivells s'ha d'escriure el nom del fitxer a la línia d'ordres, per exemple:
```
pingus /usr/share/games/pingus/data/levels/playable/cages.pingus

```

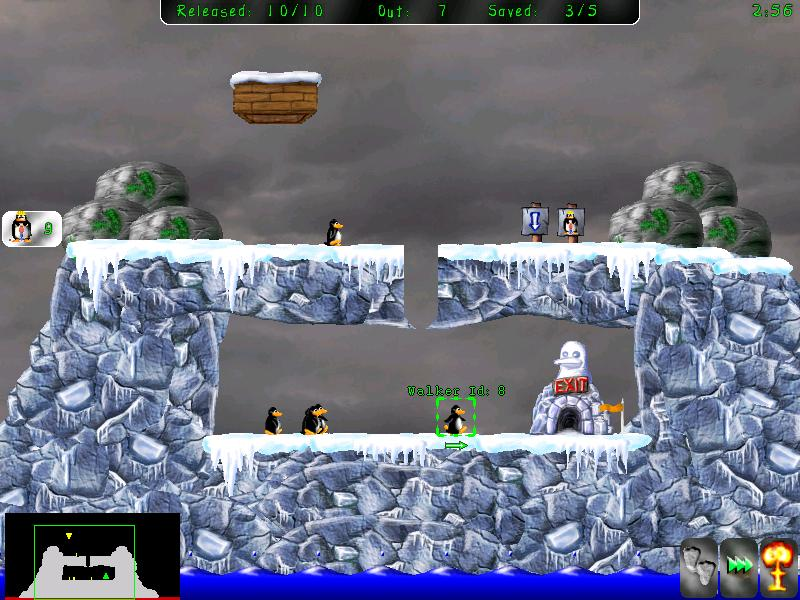
Un nivell on es pot veure l'ambient gelat.

Un shell del Linux permet trobar tots els nivells instal·lats fàcilment.

### Escenaris
Durant el desenvolupament del joc, el jugador haurà d'anar recorrent una sèrie d'illes. A cada illa hi haurà diferents missions que el jugador haurà de complir per continuar avançant. Es comença a l'Illa Mogork, on es mostra com controlar el joc. Tots els escenaris estan en un estat hivernal.

## Sistema de joc
El joc es basa en un sistema de trencaclosques. L'objectiu es guiar una sèrie de pingüins a un iglú als diferents nivells. A cada nivell hi ha una sèrie d'obstacles que hauran de superar.
El jugador no té control del moviment, solament pot donar ordres com les de construir un pont, excavar, saltar, etc. Segons el nivell, només es pot fer un determinat nombre d'ordres. La majoria són inspirades de Lemmings, i aquí sota n'hi ha una llista:
| Icona   | Nom original | Funció                |
| ------- | ------------ | --------------------- |
| Basher  | Basher       | Cavar horitzontalment |
| Blocker | Blocker      | Bloquejar el pas      |
| Bomber  | Bomber       | Pingüí explosiu       |
|         | Bridger      | Construir ponts       |
|         | Climber      | Pujar murs de gel     |
| Digger  | Digger       | Cavar verticalment    |
|         | Floater      |                       |
|         | Jumper       | Saltar                |
|         | Miner        | Cavar en diagonal     |
| Slider  | Slider       | Relliscar             |

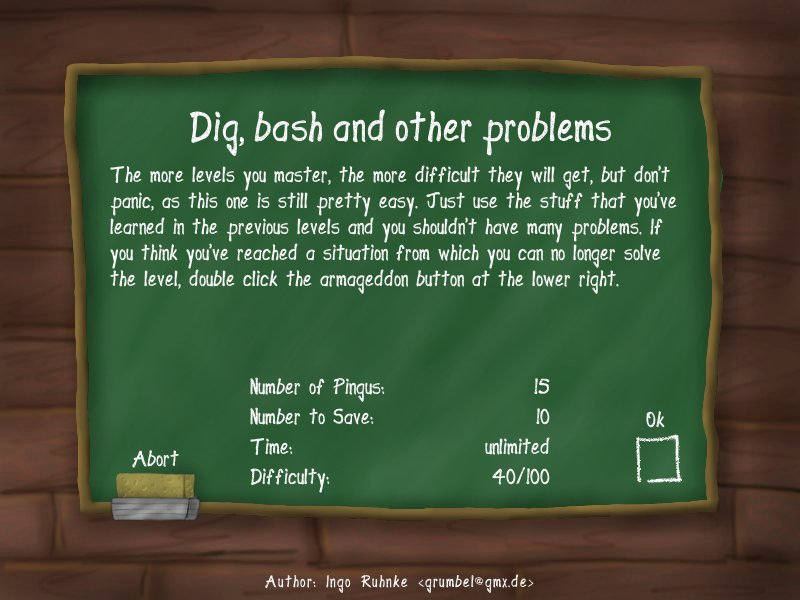
Pantalla on hi ha informació sobre "Dig" i "Bash"

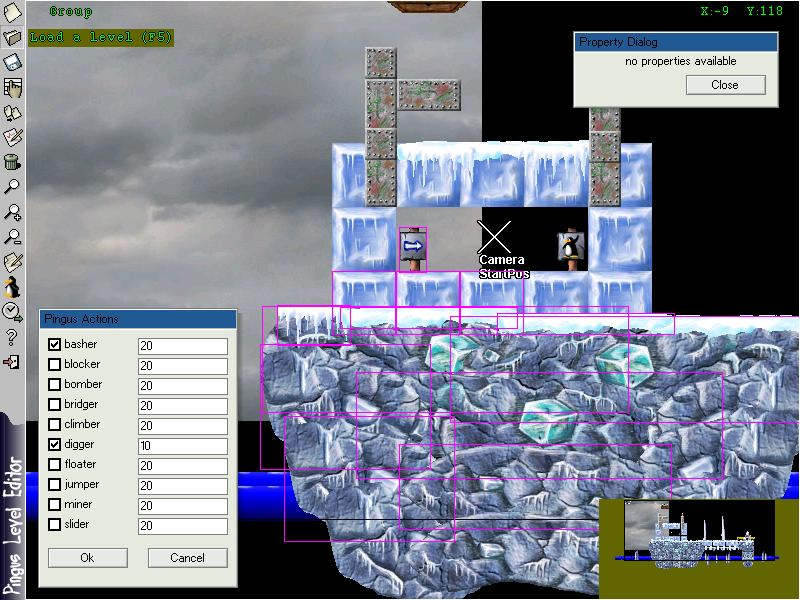
L'editor de nivells del Pingus.

Els personatges entraran al joc un per un, per una entrada que pot prendre diverses formes (xemeneia, mànxa d'aire…) i avançaran de seguida. No se'ls pot dirigir directament, però ells fan mitja volta així que troben un obstacle (un iceberg, una pedra o fins i tot un blocker). El seu objectiu serà d'aconseguir dirigir més pingüins possibles cap a la sortida. Té les opcions "Pausa", "Velocitat ràpida" i "Bomba" (tots els pingüins restants exploten).

## Editor de nivells
De la versió 0.7.1 fins l'actual, 0.7.2, hi ha un editor de nivells al Pingus. Encara no està totalment acabat, però funciona força bé. De fet, s'ha utilitzat per a crear tots els 108 nivells del Pingus. És considerat fàcil d'utilitzar, però és força difícil integrar els nivells creats a la interfície bàsica.

## Crítiques
El Pingus ha rebut crítiques força bones de CNN.com, about.com, Unix Review, i altres webs, el so del Pingus és considerat molt bàsic, desil·lusionant, insatisfactori i incomparable amb les melodies de l'original Lemmings. Aquí sota hi ha les valoracions de diverses webs del Pingus:
- Softonic: Un bon joc i divertit, però falla en el so. [23]
- Linux Game Review: Joc divertit, els gràfics estan força bé, però falla en el so.[21]
- Free Software Directory: .[14]
- Geomundos:.[24]
- Juegoslibres: So: . Gràfics: . Jugabilitat: . Duració: . Valoració general: .[25]

L'editor de nivells és considerat fàcil d'utilitzar, s'ha criticat en la part de què és força difícil integrar els nivells creats a la interfície bàsica.